# Фридрих Вильгельм II (герцог Саксен-Альтенбургский)
Фридрих Вильгельм II Саксен-Альтенбургский (нем. Friedrich Wilhelm II von Sachsen-Altenburg; 12 февраля 1603 — 22 апреля 1669) — герцог Саксен-Альтенбургский.

## Биография
Фридрих Вильгельм II был самым младшим из детей герцога Фридриха Вильгельма I Саксен-Веймарского и Анны Марии Пфальц-Нейбургской, он родился через восемь месяцев после смерти отца.
Вскоре после рождения Фридриха Вильгельма II наследственные владения были разделены между братом Фридриха Вильгельма I Иоганном и сыновьями покойного; сыновьям досталась часть герцогства с Альтенбургом. Опекуном детей стал саксонский курфюрст Кристиан II, а после его смерти — его младший брат и новый курфюрст Иоганн Георг I. В 1618 году старший из сыновей — Иоганн Филипп Саксен-Альтенбургский — был объявлен совершеннолетним, и стал править герцогством самостоятельно. Братья стали его соправителями, однако двое из них вскоре умерли, не оставив детей, в живых остался лишь Фридрих Вильгельм II; фактически Иоганн-Филипп удерживал в своих руках всю полноту власти до самой смерти.
Во время Тридцатилетней войны Фридрих Вильгельм II, как и прочие представители его семьи, воевал на стороне протестантов, служил под началом Ганса Георга фон Арним-Бойтценбурга, участвовал в Брейтенфельдском сражении.
В 1638 году умер бездетным Иоганн Эрнст Саксен-Эйзенахский, из-за чего пресеклась Саксен-Эйзенахская линия Веттинов. Было решено разделить её земли между Саксен-Веймаром и Саксен-Альтенбургом, и по договорённости с Вильгельмом Саксен-Веймарским Саксен-Альтенбургу перешли Кобург, Бад-Родах, Рёмхильд, Хильдбургхаузен и Нойштадт-Кобург.
В 1660 году было разделено графство Хеннеберг, от этого раздела Фридрих Вильгельм II получил Майнинген, Темар и Берунген. Спор с Саксен-Веймарской линией касательно прав на те или иные земли продолжался до самой его смерти.

## Семья и дети
В первый раз Фридрих Вильгельм II женился 18 сентября 1638 года в замке Альтенбург на Софии Елизавете, дочери бранденбургского маркграфа Кристиана Вильгельма. София Елизавета умерла в 1650 году, так и не родив ни одного ребёнка.
Повторно Фридрих Вильгельм II 11 октября 1652 года в Дрездене на Магдалене Сибилле, дочери саксонского курфюрста Иоганна Георга I и вдове датского кронпринца Кристиана (сына короля Кристиана IV). У них было трое детей:
- Кристиан (27 февраля 1654 — 5 июня 1663)
- Иоганна Магдалена (14 января 1656 — 22 января 1686), вышла замуж за Иоганна Адольфа I Саксен-Вейсенфельсского
- Фридрих Вильгельм III Саксен-Альтенбургский (12 июля 1657 — 14 апреля 1672)